# Ти хто такий? Давай, до побачення!
«Ти хто такий? Давай, до побачення!» (рос. «Ты кто такой? Давай, до свидания!») — мейхана, що стала Інтернет-мемом. Виконують азербайджанські мейханісти і талишські співаки-брати Інтігам та Ехтірам Рустамові.

## Історія
Відео зняли 5 листопада 2011 року під час весілля в селі Тангеруд Астаринського району Азербайджану, і відтоді воно набрало понад шість з половиною мільйонів переглядів (6 548 219 на вересень 2013 року) на YouTube. Ролик демонструє змагання двох груп мейханістів, які обіграли фразу «Ты кто такой? Давай, до свидания!». З однієї сторони це були місцеві мейханісти Інтігам і Ехтірам Рустамові, Різван Шихізаде та Хусейн Астаринський, а з іншої  — бакинські мейханісти Рашад Дагли, Ельшан Хазар і Парвіз Бюльбюля. Авторство фрази, що стала популярною, належить Інтігаму Рустамову. Куплети виконувались російською, азербайджанською і талишською мовами. За словами братів Рустамових, ця мейхана була створена після того, як на весіллі попросили виконати щось російською для московських родичів нареченого.
В ході виконання в речитативах постійно звучить фраза «Ты кто такой? Давай, до свидания!». Ця фраза з відеоролика талишського журналістаГілала Мамедова стала популярним Інтернет-мемом. Мамедов пізніше був заарештований. На думку правозахисниці Лейли Юнус, переслідування владою пов'язане з коментарем, де говориться, що доки президент Ільхам Алієв витрачає мільйони на Євробачення, ця мейхана популярною стала безкоштовно. Однак, за словами заступника начальника пресслужби МВС Ехсана Західова, Мамедова заарештували у зв'язку з тим, що в нього виявили 5 грамів героїну, після чого був здійснений обшук його квартири, де в присутності понятих знайшли ще 30 грамів цього наркотику.
За словами виконавця мейхани, Інтігама Рустамова, Мамедов не є автором його мейхани, про що помилково повідомлялося в багатьох російських ЗМІ, він тільки завантажив відео на Youtube.

## Використання в політичному житті
Рядок із куплету «Ты кто такой? Давай, до свидания» став надзвичайно популярним у російської радикальної опозиції, яка закликала сказати «До побачення» колишньому Міністру внутрішніх справ Рашиду Нургалієву, голові Слідчого Комітету Росії Олександру Бастрикіну та іншим державним діячам. Хештег #путинтыктотакойдавайдосвидания, цитований російськими опозиційними користувачами, вийшов на лідируючі позиції світового рейтингу тегів мережі Twitter. В серпні 2012 року в мережі з'явився ролик, у якому «Давай, до побачення» кажуть вже грузинські опозиціонери Президенту Грузії Михаїлу Саакашвілі. Решта пісні, крім цього рядка, співається грузинською мовою.

## Вплив на російську естраду
Найвідомішу пародію на мейхану виконав репер Тіматі. 29 червня 2012 року брати Рустамові стали гостями програми «Вечірній Ургант», де вони на всеросійському телебаченні вперше наживо виконали свою прославлену мейхану.

## Вплив на політичне і культурне життя в Україні
Завдяки популярності відео виконання мейхани фраза «Ты кто такой? Давай, до свидания!» стала популярною і в Україні. Її можна почути як російською, так і українською мовами. На телеканалі 1+1 вийшло розважально-ігрове шоу знайомств із назвою «Давай, до побачення!», вболівальники київського «Динамо» такою фразою проводжали скандально звільненого тренера Юрія Сьоміна, а молодіжні організації опозиційних партій провели акцію «Давай, до побачення!», присвячену відставці уряду Миколи Азарова.